# Neocatapyrenium cladonioideum
Neocatapyrenium cladonioideum är en lavart som först beskrevs av Vain., och fick sitt nu gällande namn av H. Harada. Neocatapyrenium cladonioideum ingår i släktet Neocatapyrenium och familjen Verrucariaceae.   Inga underarter finns listade i Catalogue of Life.